# Biesmelle

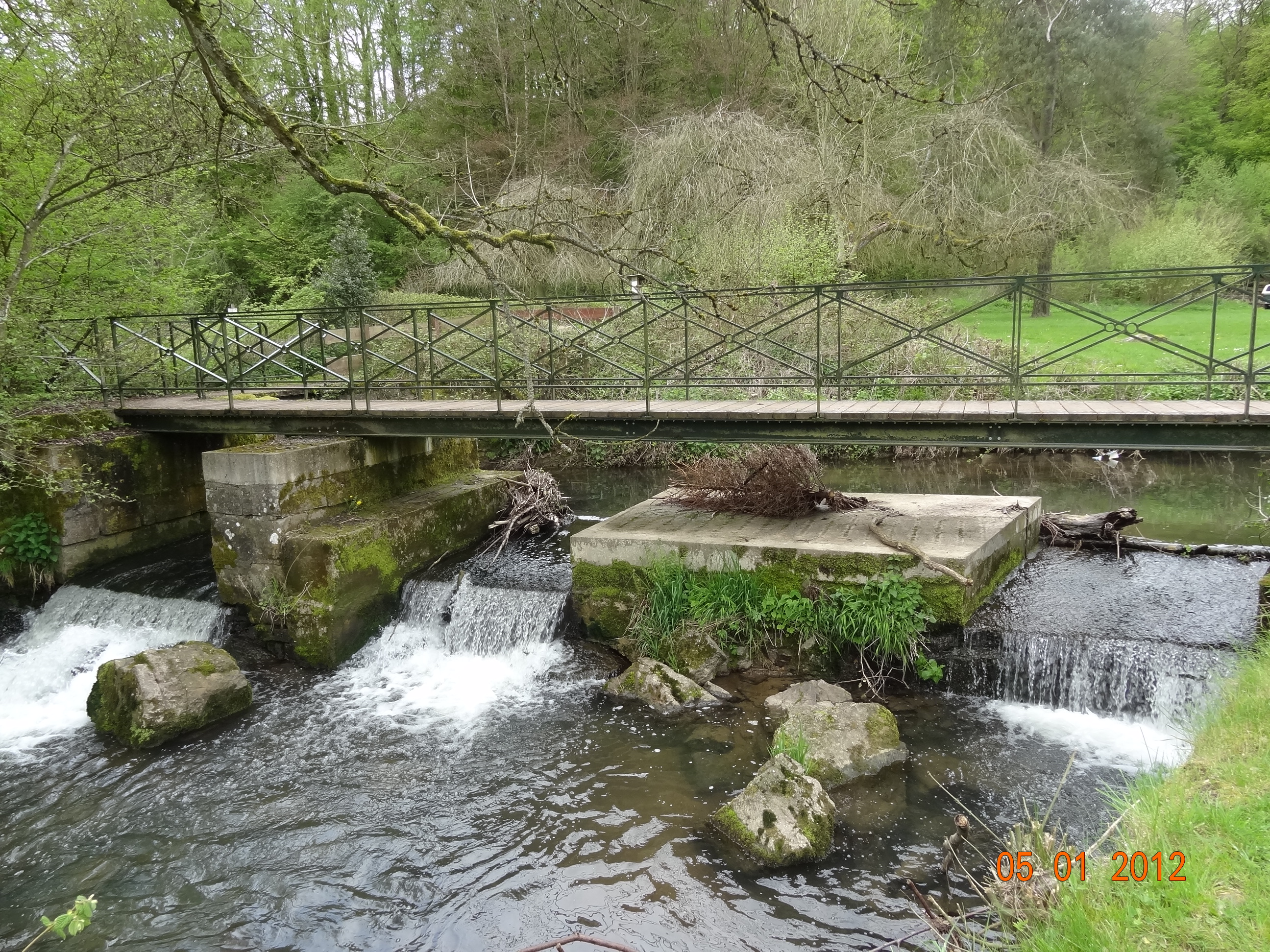
De Biesmelle in Thuin

De Biesmelle of de Biesme L'eau is een zijrivier van de Samber, gelegen in de Belgische provincie Henegouwen. In 1980 werd in Thuin op de zuidelijke helling van de rivier de Gallische muntschat uit Thuin gevonden.
De rivier ontspringt tussen Beaumont en Strée en heeft een lengte van 13 km. Zij vloeit vervolgens richting noorden door de gemeenten Thuillies en Biesme-sous-Thuin, om ten slotte in de stad Thuin te eindigen in de Samber, op haar beurt een zijrivier van de Maas.

## Watermolens
De Biesmelle gaf energie aan drie watermolens: de Moulin de Biesmelle in Biesme-sous-Thuin; de Moulin de Biesmelle in Thuillies en de verdwenen watermolen Tanneries in Thuin.